# Sylvicole cryptique
Cryptosylvicola randrianasoloi, Cryptosylvicola
Genre
Espèce
Statut de conservation UICN

 LC  : Préoccupation mineure
La Sylvicole cryptique (Cryptosylvicola randrianasoloi), unique représentant du genre Cryptosylvicola, est une espèce de passereaux de la famille des Bernieridae. Cet oiseau peuple les forêts élevées de Madagascar.

## Répartition
Cet oiseau se rencontre apparemment dans les forêts de l'Est entre 900 et 2 100 m d'altitude.

## Description
La Sylvicole cryptique est un passereau relativement petit au dos vert olive et au ventre jaune grisâtre.

## Systématique
Le genre Cryptosylvicola et l'espèce Cryptosylvicola randrianasoloi ont été décrits en 1996 par Steven M. Goodman, Olivier Langrand (d) et Bret M. Whitney (d),.
Pour cette espèce, les auteurs avaient proposé le nom vernaculaire français de Fauvette à pattes noires, appellation qui n'a pas été retenue.
Ce taxon porte en français les noms vernaculaires ou normalisés suivants : Sylvicole cryptique,, Cryptofauvette de Madagascar.

### Étymologie
Le nom générique, Cryptosylvicola, est la combinaison du grec ancien κρυπτός (kruptós), « caché », du latin sylva, « forêt », et du suffixe latin -cola, « qui habite », et a été choisi pour « souligner le fait que cet oiseau forestier, relativement répandu, soit resté si longtemps inconnu de la science ».
Son épithète spécifique, randrianasoloi, lui a été donnée en l'honneur de l'ornithologue malgache Georges Randrianasolo (1930-1989) qui a beaucoup contribué au développement des sciences naturelles à Madagascar.

### Publication originale
- (en) Steven M. Goodman, Olivier Langrand et Bret M. Whitney, « A new genus and species of passerine from the eastern rain forest of Madagascar », Ibis, Royaume-Uni, vol. 138, no 2,‎ avril 1996, p. 153-159 (ISSN 0019-1019, e-ISSN 1474-919X, DOI 10.1111/j.1474-919X.1996.tb04322.x).